# Rolf Rave
Rolf Jochen Rave (* 21. März 1936 in Potsdam) ist ein deutscher Architekt, Stadtplaner und emeritierter Hochschullehrer.

## Leben
Rave besuchte von 1947 bis 1952 das Arndt-Gymnasium in Berlin-Dahlem. 1955 legte er eine Gesellenprüfung als Zimmermann ab und studierte anschließend bis 1963 Architektur an der Hochschule für Bildende Künste Berlin. Noch während des Studiums absolvierte er ein Praktikum bei dem Architekten Egon Eiermann in Karlsruhe. Ab 1963 arbeitete er in einer Bürogemeinschaft mit seinem Bruder Jan Rave als Rave Architekten, ab 1990 wurde Roosje Rave Partnerin im Büro. Von 1972 bis 1976 war Rolf Rave Vorsitzender des Deutschen Werkbunds Berlin. Im Jahr 1978 wurde er als Professor für Objektdesign an die Fachhochschule Münster berufen und 2002 emeritiert.
Er ist Sohn des Kunsthistorikers und Schinkelforschers Paul Ortwin Rave.

## Werk
Ab 1963 veröffentlichte Rolf Rave gemeinsam mit Hans-Joachim Knöfel und seinem Bruder Jan Rave mehrere Stadtführer unter dem Titel Bauen in Berlin. Sein gebautes Werk umfasst neben öffentlichen Bauten und Bürohäusern ebenso Hotels und eine Vielzahl von Wohnbauten. Rave Architekten leisteten einen wesentlichen Beitrag während des Wiederaufbaus von Berlin in der Stadterneuerung Wedding. Rave bezeichnete seine Bauten in einem Interview als solche, „[…] die meist ganz dem Geist ihrer Zeit entsprachen und dennoch immer wieder versuchten, aus dem Gewöhnlichen auszubrechen.“

### Publikationen
- Rolf Rave und Hans-Joachim Knöfel: Bauen in Berlin seit 1900. G + H Verlag, Berlin 1963, ISBN 978-3-920597-02-7.
- Rolf Rave, Jan Rave und Hans-Joachim Knöfel: Bauen der 70er Jahre in Berlin. Verlag Kiepert, Berlin 1983, ISBN 978-3-920597-40-9.
- Rolf Rave: Bauen seit 1980 in Berlin. G + H Verlag, Berlin 2005, ISBN 978-3-931768-80-5.
- Rolf Rave und Jan Rave: Das Abgeordnetenhaus Berlin – Der Umbau des Preußischen Landtages – Ein fotografischer Rundgang. Hrsg.: Marina Stanković. Eigenverlag, Berlin 1996.

### Dokumentarfilm
- Stadterneuerung in Berlin – Beispiel Wedding. Regie: Wolfgang Kiepenheuer. Konzept: Rolf Rave, Jan Rave. Kamera: Kurt Krigar. Deutschland, 1966[5]